# Vénetos del Vístula
Vénetos del Vístula (también conocidos como vénetos bálticos, venedos o venedianos) fueron un antiguo pueblo indoeuropeo que habitó en el territorio de la actual Polonia entre los ríos Odra y Vístula.

## Carácter étnico de los vénetos
Se cree que los vénetos son un pueblo centum indoeuropeo que residió en el territorio ocupado hoy en día por Polonia. Se le atribuyen los hidrónimos pre-eslavos entre las cuencas del Vístula y del Odra.
No está claro si están relacionados con los vénetos adriáticos, un pueblo del que se han encontrado inscripciones de los siglos VI al I a. C. y que estuvo relacionado con las lenguas itálicas (véase idioma venético). Los hidrónimos atribuidos a los vénetos del Vístula muestran cierto parecido con los encontrados en el área de los vénetos adriáticos en el noreste de Italia, así como en el oeste de los Balcanes atribuidos a los ilirios, lo que apunta a la existencia de una posible conexión entre estas antiguas tribus indoeuropeas. Sin embargo algunos estudiosos prefieren considerar a los vénetos del Vístula como un grupo distinto.
El consenso sugiere que la población pre-eslava de las cuencas del Odra y del Vístula tenían ascendencia noreste indoeuropea y cierta afinidad con la rama italo-celta, pero definitivamente distinta de la rama germánica.

## Arqueología
El arqueólogo polaco Jerzy Okulicz sostiene que los vénetos son posibles portadores de la cultura pomerania, una cultura de la Edad de Hierro en Polonia. Algunos elementos de la cultura pomerania, en concreto los entierros en grupo con forma de campana, se encuentran en la cultura przeworsk así como en la cultura milograd. Estos datos arqueológicos sugieren que a partir del III a. C. los vénetos mantuvieron un intenso contacto cultural con pueblos proto-germánicos y proto-eslavos, llegando finalmente a la asimilación de ambos grupos.

## Relación entre los vénetos y los eslavos
Los vénetos fueron geográfica y temporalmente contiguos a los pueblos proto-germánicos y proto-eslavos y fueron finalmente asimilados por ambos grupos, quizás más decisivamente por los proto-eslavos que más tarde se asentaron en el territorio anteriormente ocupado por los vénetos.
Los pueblos germánicos posteriormente usaron el término véneto para referirse a sus nuevos vecinos del este, los eslavos. Esta tradición sobrevive en el idioma alemán donde los eslavos próximos a Alemania fueron llamados originalmente Wenden o Winden (ver wendos), mientras que los pueblos de los estados de Estiria y Carintia en Austria se referían a sus vecinos eslavos con el término Windische. Sin embargo los pueblos eslavos nunca usaron este término par a referirse a ellos mismos.
En términos lingüísticos, hay evidencia de que durante su evolución el lenguaje proto-eslavico adoptó algunas palabras de un idioma centum indoeuropeo. Contactos entre proto-eslavos con los vénetos pueden haber sido el fuente de estos préstamos

## Presencia en fuentes históricas
El historiador romano Plinio el Viejo en su obra Naturalis Historia menciona una tribu llamada Vénetos Sarmateos (Sarmatae Venedi). Posteriormente Tácito en su libro Germania menciona a los Venethi, cuando los compara con Germani y Sarmatae, los asocia con los primeros, afirma que sus costumbres son distintas de las de los Sarmatae.

"Estoy en duda si pondré las naciones de los peucinos, venedos y fennos entre los sármatas o entre los germanos, aunque los peucinos, a que algunos llaman bastarnas, viven como los germanos en la lengua y hábito, y asiento y casas. La suciedad y entorpecimiento es común a todos. Y habiendo los principales de ellos emparentado con los sármatas, se han corrompido algo, haciéndose a su manera de vida. Los venedos han tomado mucho de sus costumbres, porque, como salteadores, corren todos los montes y sierras que hay entre los peucinos y los fennos."
Tácito

En el siglo II a. C. Ptolomeo en su obra Geografía un pueblo llamado Ouenedai en las orillas del sur del Bático, que llama la bahía véneta.

## Vénetos como eslavos
Las suposición de que los vénetos fueron eslavos puede ser atribuida a P. J. Schaforschik, quién en el siglo XVI intenta establecer un origen para la historia eslava. Desde entonces estudiosos e historiadores interpretan los escritos sobre los vénetos de Tácito, Pilnio y Ptolomeo como los primeros testimonios de los eslavos. La proximidad geográfica y similitud fonética entre vénetos y vándalos inspiró la creencia errónea de que el pueblo germánico de los vándalos eran también eslavos (Steinacher 2004). Tales ideas originarias del siglo XVI, resurgieron en el siglo XIX, siendo la base de las interpretaciones de la historia y orígenes de los eslavos. Los historiadores modernos apoyan claramente dos ideas: una es la existencia de varios pueblos con el nombre de vénetos, la otra es el hecho de que los pueblos germánicos adoptaron ese término para referirse a sus vecinos del este, los eslavos.